# Francisco Coloane

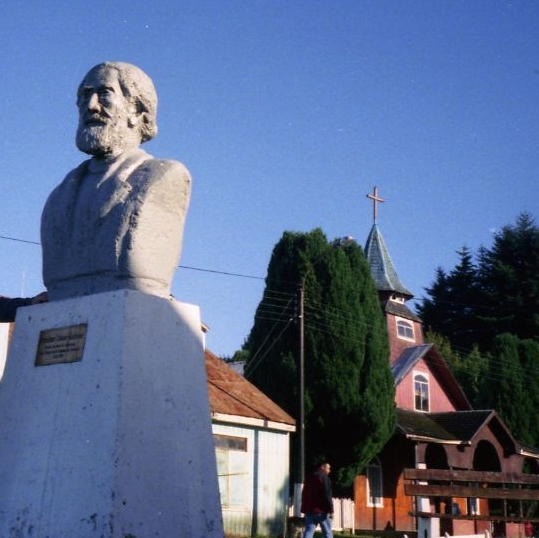
Büste Francisco Coloanes in Quemchi

Francisco Coloane Cárdenas (* 19. Juli 1910 in Quemchi, Insel Chiloé; † 5. August 2002 in Santiago de Chile) war ein chilenischer Schriftsteller, der vorwiegend Kurzgeschichten und Romane in spanischer Sprache verfasste. Manche seiner Werke wurden in mehrere Sprachen übersetzt und für Theater und Film adaptiert. Er gilt als einer der Entdecker Feuerlands und Patagoniens für die Literatur.

## Biographie
Francisco Coloane Cárdenas kam 1910 als Sohn des chilotischen Walfänger-Kapitäns Juan Agustín Coloane und der Landwirtin Humiliana Cárdenas zur Welt. Er wuchs unter Seeleuten und Fischern auf und studierte an verschiedenen Orten, brach seine Ausbildung jedoch mit dem Tod seiner Mutter ab.
Gemeinsam mit seinem Vater reiste er zur Magellanstraße. Auf Feuerland arbeitete er unter anderem in der Schafzucht, als Vorarbeiter, Gerichtsschreiber, Seemann und Zureiter.
Er arbeitete außerdem an der Zeitschrift El Magallanes mit und war Beamter in der Administration der Armada de Chile. Während eines Großteils seines Erwachsenenlebens war Coloane aktives Mitglied in der Kommunistischen Partei Chiles. Schließlich zog er nach Santiago de Chile, wo er 2002 starb.

## Coloane als Schriftsteller
Seine auf Feuerland gesammelten Erfahrungen spiegeln sich in seinem Werk mit einfachem und agilem Stil wider. Seine Schriften handeln im extremen Süden Amerikas, der Kinderroman Der letzte Schiffsjunge der Baquedano ist zum Beispiel von einer Reise auf dem Segelschiff Baquedano im Jahr 1933 inspiriert.
Für sein Werk erhielt Coloane 1957 den Premio de la Sociedad de Escritores, 1964 den nationalen Preis für Literatur Chiles, 1966 wurde er Vorsitzender der Schriftstellergesellschaft Chiles. 1980 ernannte man ihn zum Mitglied der chilenischen Sprachakademie, 2001 erhielt Coloane den Verdienstorden Gabriela Mistral, in Frankreich wurde er 1997 mit dem Ordre des Arts et des Lettres ausgezeichnet.
Einige seiner Werke wurden unter anderem ins Englische, Russische, Schwedische, Slowakische, Französische, Tschechische, Ungarische, Griechische, Bulgarische, Portugiesische und auch Deutsche übersetzt.

## Werke
Die herausragendsten Werke Coloanes sind:
- Cabo de Hornos (14 Kurzgeschichten, 1941, dt. Kap Hoorn, 1998)
- El último grumete de la Baquedano (1941, dt. Der letzte Schiffsjunge der Baquedano)
- La Tierra del Fuego se apaga  (1945)
- Golfo de Penas (1945)
- Los conquistadores de la Antártida (1945)
- Tierra del Fuego (9 Erzählungen, 1956, dt. Feuerland, 1996)
- Viaje al Este (1958)
- El camino de la ballena (1962)
- El chilote Otey y otros relatos (1971)
- Rastros del Guanaco Blanco (1980)
- Crónicas de la India (1983)
- Velero Anclado (1995)
- Cuentos completos (1999)
- Papeles recortados (posthum 2004)
- Última carta (posthum 2005)